# Kenneth Pike
Kenneth Lee Pike (9 de junio de 1912 – 31 de diciembre de 2000) fue un lingüista y antropólogo estadounidense. Entre sus mayores aportaciones, se encuentran la tagmémica o teoría tagmemática, la introducción de los términos "emic" y "etic" y el desarrollo de una lengua llamada  Kalaba-X con la finalidad de enseñar la teoría y la práctica de traducción.
Además, fue el Primer Presidente de la organización de traducción de la Biblia en el Summer Institute in Linguistics (SIL), institución con la  que colaboró desde 1942 hasta su muerte.

## Vida
Pike nació en Woodstock, Connecticut, y estudió teología en el Gordon College, graduando con un B.A. en 1933.  Inicialmente se interesó por el trabajo de misionero en China, pero no le resultó posible. Fue entonces cuando comenzó a estudiar lingüística en el Instituto Lingüístico de Verano (SIL). Viajó entonces a México con el SIL y aprendió la lengua mixteca de los hablantes nativos en 1935.
En 1937 Pike fue a la Universidad de Míchigan, donde trabajó para su doctorado en lingüísticas bajo el mando de  Charles Carpenter Fries.  Su trabajo implicó vivir en contacto con los hablantes de mixteco, y desarrollar un sistema escrito, junto con su mujer Evelyn, para dicha lengua. Después de obtener su grado de doctor (Ph.D.), en 1942 Pike se convirtió en el Primer Presidente del Summer Institute in Linguistics  (SIL).  La función principal del Instituto era producir traducciones de la Biblia a lenguas sin escritura y en 1951 Pike publicó el Mixtec New Testament (Nuevo testamento en mixteco). Continuó como Presidente del SIL Internacional hasta 1979.
Paralelamente a su trabajo en SIL, Pike estuvo trabajando treinta años en la Universidad de Míchigan, como presidente del departamento de lingüística, profesor de lingüística y director de su Instituto de Lengua inglés (donde fue pionero en el campo del aprendizaje de la lengua inglesa y su enseñanza)
y más tarde fue profesor Emérito de dicha universidad.

## Trabajo
Pike es más conocido por su distinción entre los términos emic y el etic.  "Emic" (abreviatura de fonémico) se refiere al sujeto comprensivo y que tiene cuenta del significado de los sonidos en las lenguas, mientras "etic" se refiere al estudio objetivo de aquellos sonidos. Pike argumentó que sólo los hablantes nativos podían describir con una perspectiva emic, siendo este el más válido modo de descripción (por ser más preciso en sus lenguas). Pike llevó a cabo estudios de  lenguas indígenas en Australia, Bolivia, Ecuador, Ghana, Java, México, Nepal, Guinea Nueva, Nigeria, las Filipinas, y Perú.
Pike desarrolló su teoría de la tagmémica para ayudar con el análisis de lenguas de América Central y Del sur, por identificar (utilizando ambos elementos semánticos y sintácticos) hilos de los elementos lingüísticos que podían adoptar diferentes roles.

### Textos primarios
- Ver lista Completa de las publicaciones de Kenneth L. Pike (encima 250)
- 1943: Fonética, un Análisis Crítico de Phonetic Teoría y una Técnica para la Descripción Práctica de Sonidos (Ann Arbor: The University of Michigan Press)
- 1967: Lengua en Relación a una Teoría Unificada de la Estructura de Comportamiento Humano (El Hague: Mouton)
- 1970: Retórica: Descubrimiento y Cambio, con Richard E. Young y Alton L. Becker (Nueva York: Harcourt College Pub)

### Textos secundarios
- Brend, Ruth M. 1987. Bibliografía de Kenneth L. Pike. Bloomington, EN: Eurasian Asociación de Lingüística.
- Emily Un. Denning, "Kenneth L. Pike", en Enciclopedia de Antropología ed. H. James Birx (2006, Publicaciones de SALVIA; ISBN 0-7619-3029-9 0-7619-3029-9)
- Headland, Thomas N. 2001. "Kenneth L. Pike (1912-2000)." Antropólogo americano 103(2): 505-509.
- Hildebrandt, Martha. 2003. "Un Retrato de Kenneth L. Pike," en Lengua y Vida: Ensayos en Memoria de Kenneth L. Pike. (eds.) Mary Ruth Sensata, Thomas N. Headland, y Ruth M. Brend. Arlington: Universidad de Texas en Arlington, pp. 3-10.
- Pica, Eunice V. 1981. Ken Pike: Becario y cristiano.  Dallas: Summer Instituto de Lingüísticas.
- Lenguas para Paz: Tributo a Kenneth L. Pike. 1985. Risco de lago, IL: Prensa de Júpiter.
- Wise, Mary Ruth, Thomas N. Headland, y Ruth M. Brend, (eds.) 2003. Lengua y Vida: Ensayos en Memoria de Kenneth L. Pike. Arlington: Universidad de Texas en Arlington.